# Сексенбаєв
Сексенба́єв (каз. Сексенбаев) — село у склажі Казталовського району Західноказахстанської області Казахстану. Входить до складу Казталовського сільського округу.
У радянські часи село називалось Більшовик.
Населення — 74 особи (2021; 220 у 2009, 250 у 1999, 319 у 1989).